# Nils Fock (född 1855)
Nils August Gustaf Rupert Fock, född 27 mars 1855 på Kliened gård i Frösve socken, Skaraborgs län, död 2 oktober 1925 i Skövde församling, Skaraborgs län, var en svensk ingenjör och vapenexpert. Han lade ner den första elkabeln i Sahara och arbetade med John Ericssons pneumatiska kanon i New York. 1893 blev han erbjuden en tjänst som artilleribefälhavare på en brasiliansk kryssare. Han drogs in i ett inbördeskrig i Brasilien, blev lärare på Flottans skolor i Rio de Janeiro och sänkte rebellflottans flaggskepp med det nya torpedvapnet.

## Biografi
Nils Fock var andre son till kapten Hans August Fock och Hilda Cederstam. Livet på herrgården var lugnt och Nils Fock blev en god ryttare och blev väl förtrogen med vapen och jakt. Hans farbror Nils Gustaf Fock var godsägare på Ruders slott cirka två mil åt sydost. 

### Yrkesliv
Nils Fock studerade till civilingenjör och anställdes som konstruktör hos Siemens och Halske i Berlin 1878. Efter två år fick han en ledande befattning när företaget skulle dra den första telegraflinjen genom Saharaöknen. Efter ytterligare två lärorika år i öknen reste han till London och fick anställning hos vapentillverkaren Maxin Gun Company. Där arbetade Fock bland annat med torpedkonstruktioner och mot slutet av 1880-talet reste han vidare till New York där han fick anställning på The Pneumatic Gun Company. Vid detta företag experimenterade man med vapen där en dynamitladdning sköts iväg med tryckluft och exploderade när den träffade ett mål. Men det visade sig att militären föredrog torpeder som var enklare att hantera.

## Brasilien
I Brasilien skedde en militärkupp 1889 och kejsar Peter II tvingades abdikera. Floriano de Peixoto, marskalk i armén, blev president och intrigerade bort marin- och krigsministern amiral Custódio de Mello. Amiralen och flottans personal hade varit lojala mot kejsaren och gjorde 1892 uppror mot den nya republikanska regeringen.

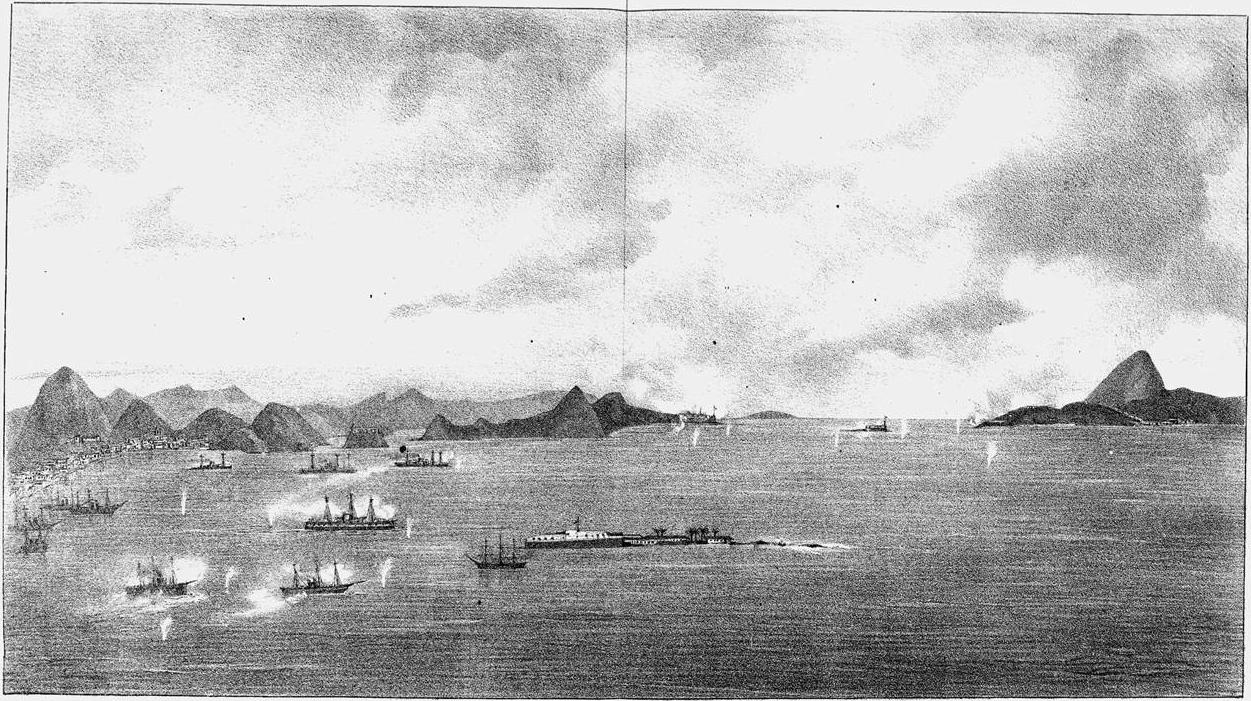
Sjöstrid den 13 september 1893. Vy över Guanabarabukten under bombardemang mellan fästningarna och rebellflottan

Rebellflottan hotade bombardera Rio de Janeiro, men ville inte få Rios invånare emot sig. Peixoto hade stöd av armén det republikanska partiet i Sao Paulo med de flesta haciendaägare i söder. Han beslöt att köpa nya örlogsfartyg och vände sig till sina ambassadörer i USA, England och Tyskland.

### Regeringsflottan samlar sig
Ett antal örlogsfartyg, byggda i USA, England och Tyskland, överfördes till den brasilianska republiken och anlände till Pernambuco (nuvarande Recife) i början av 1894. Bland fartygen från USA var John Ericssons experimentfartyg TB Destroyer. Fartygschef på resan till Brasilien var Joshua Slocum och vapenbefälhavare Nils Fock. När de anmälde sin ankomst till amiralen i Salvador i delstaten Bahia blev Fock utnämnd till kommendörkapten i brasilianska flottan.

### Konfrontation i Guanabarabukten
I februari 1894 närmade sig flera fartyg ur den nya regeringsfottan Guanabarabukten, bland andra Destroyer med sin undervattenstorped. Men rebellflottan var förvarnad och lyckades ta sig ur bukten efter eldgivning från fästningarna Santa Cruz och Sankt José. Flera av regeringsflottans fartyg skadades, men även amiral de Mellos slagskepp Aquidabã skadades och kunde bara ta sig fram i sakta fart.
Presidenten blev mycket upprörd över att rebellflottan lyckades undkomma. Men han blev nyfiken på torpedfartyget Destroyer med nya effektiva torpeder. Han fick en förevisning av kommendörkapten Fock. Fock blev tillsvidare anställd som lärare i vapenteknik vid sjökrigsskolan på Ilha das Enxadas.

### Sjöstriden vid Santa Catarina

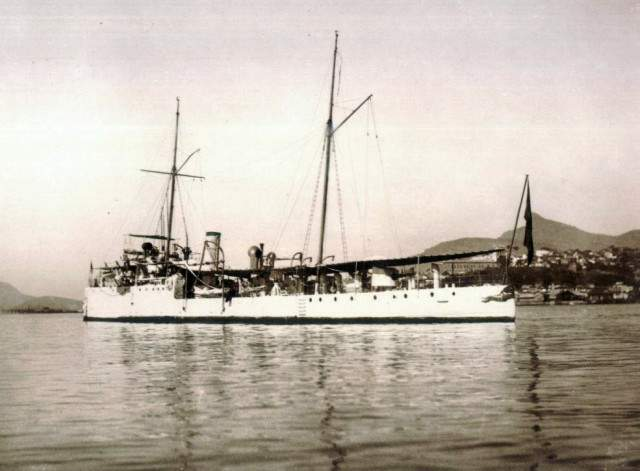
Jagaren Gustavo Sampaio

I början av april 1894 gav president Peixoto order till regeringsflottan att anfalla de Mellos flotta som låg vid ön Santa Catarina i delstaten med samma namn. Fock, expert på det nya torpedvapnet, utnämndes till vapenchef på den engelskbyggda jagaren Gustavo Sampaio.

## Familjeliv
Nils Fock blev rikligt belönad, men tackade nej till fortsatt tjänst i brasilianska flottan. Efter resor i Sydamerika återkom Fock till New York 1898. Han träffade en amerikanska, Mary Bailie från New York (född 1869). De gifte sig 1896 i Pittsburgh och flyttade till Sverige och Skultorp där de köpte Sjötorps gård. 1920 utgav Fock en levnadsbeskrivning, han skrev även artiklar i olika tidningar där han återgav jaktminnen från runt om i världen.